# Гордзе
Гордзе (груз. ღორძე) — село в Грузии, на территории Адигенского муниципалитета края (мхаре) Самцхе-Джавахети.

## География
Село находится в южной части Грузии, к югу от реки Кваблиани, на расстоянии 3 километров (по прямой) к юго-востоку от посёлка городского типа Адигени, административного центра муниципалитета. Абсолютная высота — 1332 метра над уровнем моря.

## Население
По результатам официальной переписи населения 2014 года, в Гордзе проживало 227 человек (123 мужчины и 104 женщины). В национальной структуре населения грузины составляли 100 %.
| Год  | Население, человек |
| ---- | ------------------ |
| 2002 | 232                |
| 2014 | ↘ 227              |